# Dessia
Dessia is een plaats en voormalige gemeente in het Franse departement Jura in de regio Bourgogne-Franche-Comté en telt 81 inwoners (2009). De plaats maakt deel uit van het arrondissement Lons-le-Saunier.

## Geschiedenis
Dessia is op 1 januari 2017 gefuseerd met de gemeenten Lains en Montagna-le-Templier tot de gemeente Montlainsia. 

## Geografie
De oppervlakte van Dessia bedraagt 4,7 km², de bevolkingsdichtheid is dus 17,2 inwoners per km².
De onderstaande kaart toont de ligging van Dessia met de belangrijkste infrastructuur en aangrenzende gemeenten.

## Demografie
Onderstaande figuur toont het verloop van het inwonertal.